# Лубова, Анфуса Андреевна
Анфуса (Анфиса) Андреевна Лубова (22 августа 1929, с. Мокрое Поле, Ординский район, Свердловская область, СССР — 20 ноября 2013, Пермь, Пермский край, Россия) — телятница Пермского конезавода № 9, Герой Социалистического Труда (1971).

## Биография
Родилась 22 августа 1929 года в селе Мокрое Поле Ординского района Свердловской области (ныне в составе Пермского края) в крестьянской семье. По национальности русская.
С раннего возраста трудилась в местном колхозе. В 1958 году переехала на станцию Ферма, поступила работать телятницей на центральную ферму конезавода № 9 (ранее — Пермский окружной конезавод). Во время 8-й пятилетки (1966—1970) вырастила более 900 телят при полной сохранности поголовья, добившись среднесуточного привеса 953 грамма.
Указом Президиума Верховного Совета СССР от 8 апреля 1971 года «за выдающиеся успехи, достигнутые в развитии сельскохозяйственного производства и выполнении пятилетнего плана продажи государству продуктов земледелия и животноводства» удостоена звания Героя Социалистического Труда с вручением ордена Ленина и золотой медали «Серп и Молот».
Многократный участник Выставки достижений народного хозяйства (ВДНХ) СССР. Почётный гражданин Пермского района (09.10.2000).
Жила в городе Пермь (по другим данным, в пос. Горный Пермского района), где умерла 20 ноября 2013 года.
Награждена орденом Ленина (08.04.1971), медалями, а также медалями ВДНХ СССР.